# Clostridium sardiniense
Il Clostridium sardiniense  è una specie di batterio appartenente alla famiglia delle Clostridiaceae.